# Снігове кохання, або Сон у зимову ніч
«Снігове кохання, або Сон у зимову ніч» («рос. Снежная любовь, или Сон в зимнюю ночь») — український російськомовний телевізійний фільм, випущений у 2003 році Film.UA спільно з OKSANA BAYRAK studio та телеканалом Інтер.

## Синопсис
Історія починається напередодні Нового року. Редактор газети Орест Орлов пропонує успішній 35-річній кореспондентці Ксенії взяти відверте інтерв'ю у відомого канадського хоккеїста Дениса Кравцова. Але все не так просто як здається на перший погляд, тому що в журналістки та спортсмена 10 років тому був роман...

## Акторський склад[1][2]
- Анастасія Зюркалова — Ляля
- Лідія Вележева — Ксенія Задорожна, успішна журналістка і мати Лялі
- Ігор Філіппов — Денис Кравцов, хокеїст
- Любов Поліщук — Ольга Михайлівна, мати Ксенії, лікарка
- Валентин Гафт — Олег Костянтинович, тато Ксенії, колишній чоловік Ольги Михайлівни, композитор
- Арніс Ліцітіс — Євгеній Георгійович,  лікар, чоловік Ольги Михайлівни, «віце-дідусь» Лялі
- Олег Масленніков — Орест Орлов, редактор газети
- Алла Масленникова — Ольга
- Анна Шевцова — Айрін Сміт, представниця канадського хоккейного клубу
- Анатолій Дяченко — прес-аташе Федерації хоккея
- Неоніла Белецька — мати Дениса Кравцова
- Валентин Шестопалов — бригадир вантажників
- Александр Кальницкий — фотокореспондент

## Знімальна група
- Режисер: Оксана Байрак
- Продюсер: Владислав Ряшин
- Сценарист: Валентин Азерніков
- Композитор: Олександр Єгоров, Валерій Тішлер
- Оператор: Олександр Копейкін